# MAN TGA
MAN TGA este unul dintre cele mai bune cap-tractoare din lume.

## Premii

### Truck of the2001year
Camionul anului 2001 a fost tot MAN TGA.

## Design
MAN TGA i-a inspirat pe designerii MAN SE să facă MAN TGS și MAN TGX.

## Autocamioane
- MAN TGA 18.350

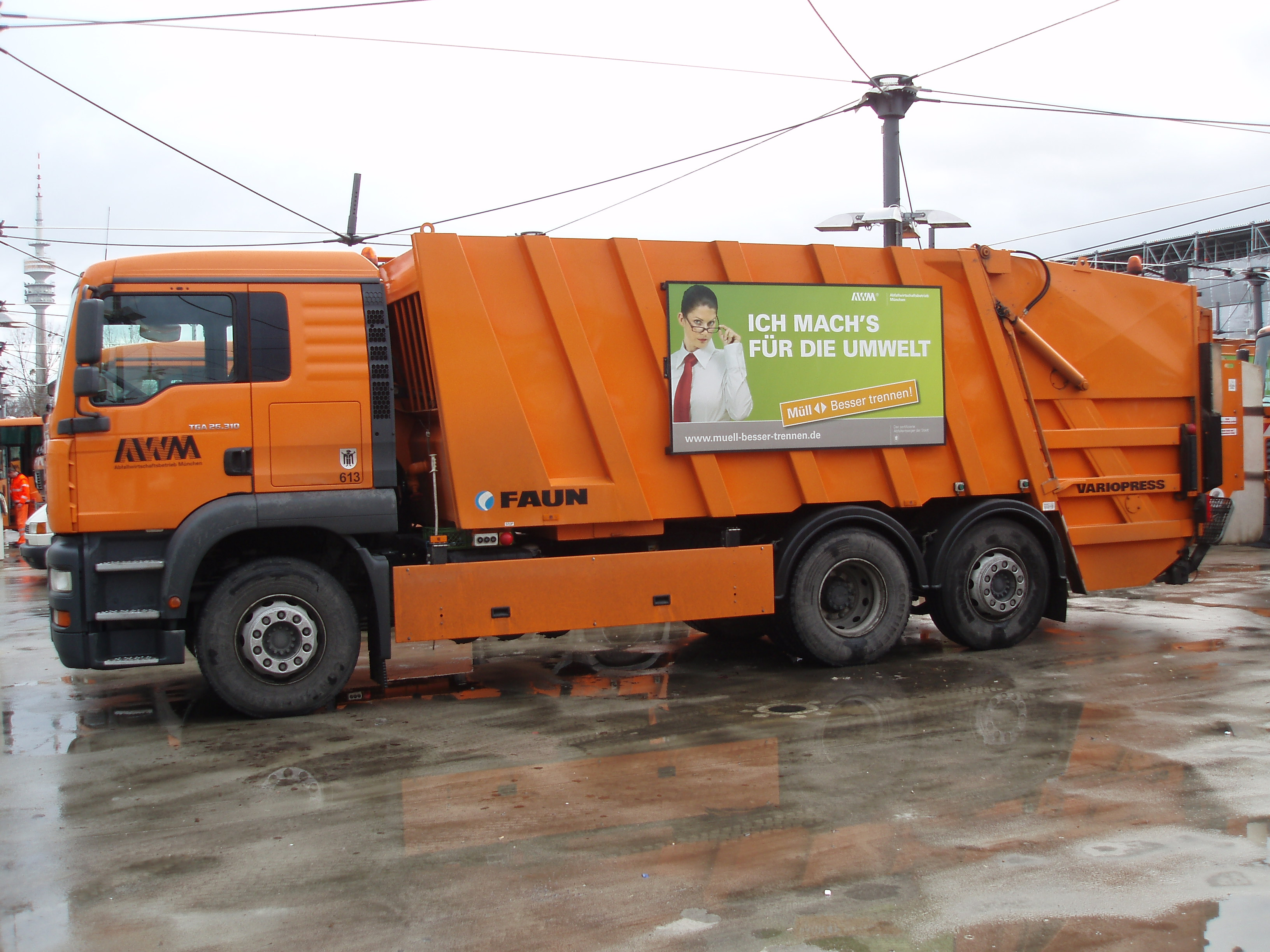
MAN TGA 26.440 maşină de gunoi

  - izotermă,frigorifică,prelată și carosată

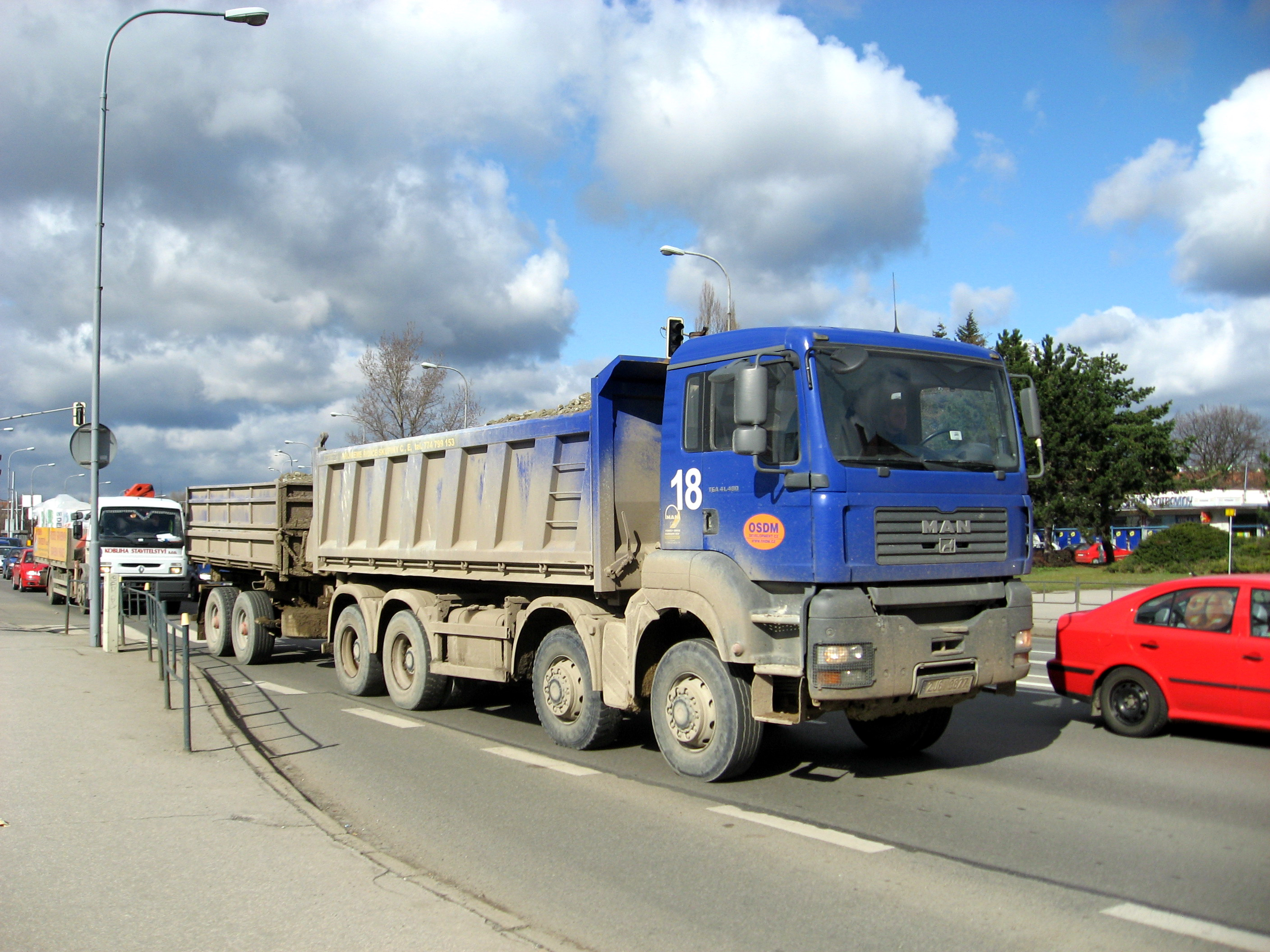
MAN TGA 32.460 basculantă

- MAN TGA 18.360
  - izotermă,frigorifică,prelată și carosată
- MAN TGA 18.440
  - izotermă,frigorifică,prelată și carosată,mașină de gunoi
- MAN TGA 26.430
  - izotermă,frigorifică,prelată și carosată
- MAN TGA 26.440
  - izotermă,frigorifică,prelată și carosată,mașină de gunoi

- MAN TGA 26.460
  - izotermă,frigorifică,prelată și carosată
- MAN TGA 32.460
  - basculantă,betonieră